# Altvatergebirge

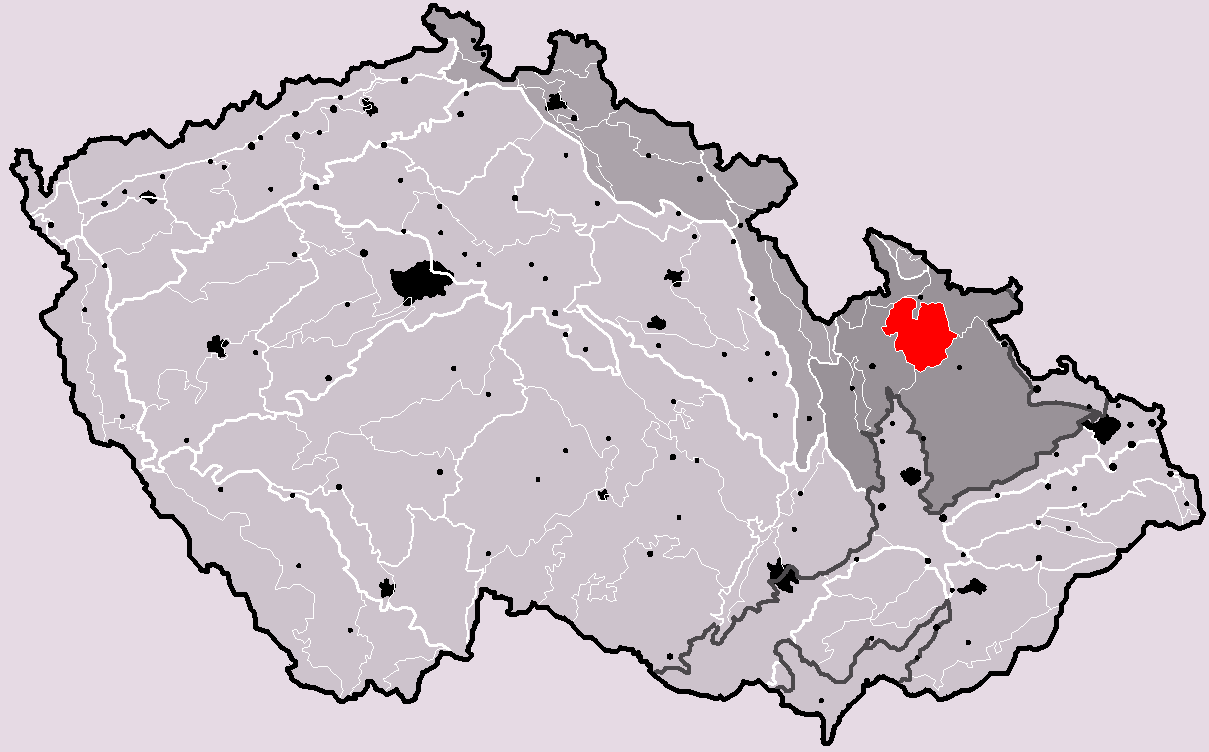
Das Altvatergebirge innerhalb der Geomorphologischen Einteilung Tschechiens

Das Altvatergebirge, auch Hohes Gesenke (tschechisch Hrubý Jeseník), ist ein Gebirge in Schlesien und Nordmähren. Es gehört zur Gebirgskette der Sudeten als deren östlichster Teil. Der höchste Berg ist der Praděd (Altvater) mit 1491 m n.m. Westlich des Praděd befindet sich mit dem Pumpspeicherwerk Dlouhé Stráně (Lange Leite) das größte Pumpspeicherkraftwerk Tschechiens. Nach Norden schließt sich das Zuckmanteler Bergland an, dessen Ausläufer erreichen bei Głuchołazy (Ziegenhals) polnisches Gebiet. Das Altvatergebirge gehört verwaltungspolitisch zur Olmützer und zur Mährisch-Schlesischen Region.

## Gliederung und Hauptgipfel
Im Altvatergebirge erreichen 56 Gipfel Höhen über 1000 m n.m. Es gliedert sich in drei geomorphologische Teileinheiten:
- Pradědská hornatina (Altvaterbergland) im Süden zwischen den Pässen Skřítek (Berggeist) und Červenohorské sedlo (Roter-Berg-Sattel). Die Hauptgipfel sind Pecný (Backofenstein, 1334 m), Břidličná hora (Schieferheide, 1358 m), Jelení hřbet (Hirschkamm, 1367 m), Velký Máj (Großer Maiberg, 1384 m), Vysoká hole (Hohe Heide, 1464 m), Petrovy kameny (Peterstein, 1438 m), Praděd (Altvater, 1491 m, höchster Gipfel), Malý Děd (Kleiner Vaterberg, 1355 m), Velký Jezeník (Großer Seeberg, 1304 m), Výrovka (Uhustein, 1167 m) und Velký Klínovec (Großer Käulingberg, 1164 m). Vom Hauptkamm verläuft nach Westen das Massiv des Mravenečník (Ameisenhübel, 1343 m), nach Süden Ostružná (Spornhau, 1184 m) und nach Osten Vysoká hora (Hoher Berg, 1031 m) und Žárový vrch (Brandberg, 1094 m).

- Keprnická hornatina (Kepernikbergland) liegt im Nordwesten zwischen den Pässen Červenohorské sedlo (Roter-Berg-Sattel) und Ramzová (Ramsauer Sattel). Im Hauptkamm liegen die Berge Červená hora (Roter Berg, 1333 m), Keprník (Glaseberg, 1423 m, höchster Gipfel des Berglandes) und Šerák (Hochschar, 1351 m), im Südwesten Vozka (Fuhrmannstein, 1377 m) und das Massiv Černá stráň (Schwarze Leiten, 1237 m).

- Medvědská hornatina (Bärenfangbergland) liegt im Nordosten. Es ist deutlich flacher als die beiden anderen Teile und wird abgetrennt durch die Pässe Videlské sedlo (Gabelpass) und Rejvíz (Reihwiesen). Hauptgipfel sind Medvědí vrch (Bärenfangkuppe, 1216 m, höchster Gipfel), Orlík (Urlichkuppe, 1204 m) und Jelení loučky (Hirschwiesen, 1205 m).

## Klima, Pflanzenwuchs und Landnutzung
Das mitteleuropäische Übergangsklima weist im Altvatergebirge schon kontinentale Züge auf, das heißt die Sommer sind wärmer, die Winter kälter als süddeutsche Gebiete, die etwa am 50. nördlichen Breitengrad liegen. Die durchschnittliche Zahl der Frosttage im Jahr liegt weit über 100. Der Frühlingseinzug beginnt im Allgemeinen nach dem 20. Mai. Die jährlichen Durchschnittstemperaturen der Höchstlagen betragen 4 °C. Die Höhen weisen einen jährlichen Niederschlag von über 1400 mm auf. Diese hohe Wassermenge führt dazu, dass es viele Bäche gibt. An diesen haben auch die ersten deutschen Siedler im Mittelalter ihre Dörfer angelegt, denn diese Bach- und Flusstäler sind klimatisch begünstigt. Die charakteristische Siedlungsform ist das Waldhufendorf. Das Altvatergebirge liegt auf der Europäischen Hauptwasserscheide (Oder – Ostsee/Donau – Schwarzes Meer).
Das Gebirge ist eine überwiegende Waldlandschaft, vor allem wachsen hier Fichten und Buchen. Die Baumgrenze liegt bei etwa 1300 m. Ein Krummholzgürtel leitet zur Borstengrasflur über mit subalpinen und nordischen Kräutern, vor allem auf den flach geböschten Kuppen und den weit gewellten, oft tischebenen Kammhöhen (zum Beispiel der Hohen Heide). Die landwirtschaftlichen Nutzflächen sind oft wenig ertragreich. Die ehemalige Weidewirtschaft wurde zu Gunsten des Fremdenverkehrs weitgehend aufgegeben.

## Naturschutz und Tourismus
Auf dem Gebiet des Altvatergebirges wurde wegen zahlreicher Naturschätze und deren Erhaltung 1969 das Naturschutzgebiet Jeseníky mit einer Fläche von 740 km² ausgerufen. Es beinhaltet elf kleinflächige Schutzzonen.

Eine Petition mit 15.000 Unterschriften mit der Forderung nach einem „Nationalpark Hrubý Jesenik“ wurde 2011 dem tschechischen Umweltminister Chalupa übergeben, wobei einige lokale Bürgermeister sowie staatliche Forstbetriebe sich dagegen aussprechen.
Touristisch wird das Altvatergebirge als Erholungs- und Wandergebiet genutzt. Für den Wintersport bieten sich einige Skigebiete an, so zum Beispiel Červenohorské sedlo (Roterbergsattel) oder Praděd-Ovčárna (das höchstgelegene Skigebiet Tschechiens). Auch für den Skilanglauf sind zahlreiche Loipen und ausgeschilderte Strecken vorhanden.

Bekannte Heilbäder und Kurorte sind Karlova Studánka (Bad Karlsbrunn), der Schrothkur-Ort Lipová-lázně (Bad Lindewiese), Prießnitzkur-Ort Gräfenberg (heute Ortsteil von Jeseník/Freiwaldau) und Velké Losiny (Bad Groß Ullersdorf) mit warmen Schwefelquellen.

## Geologie

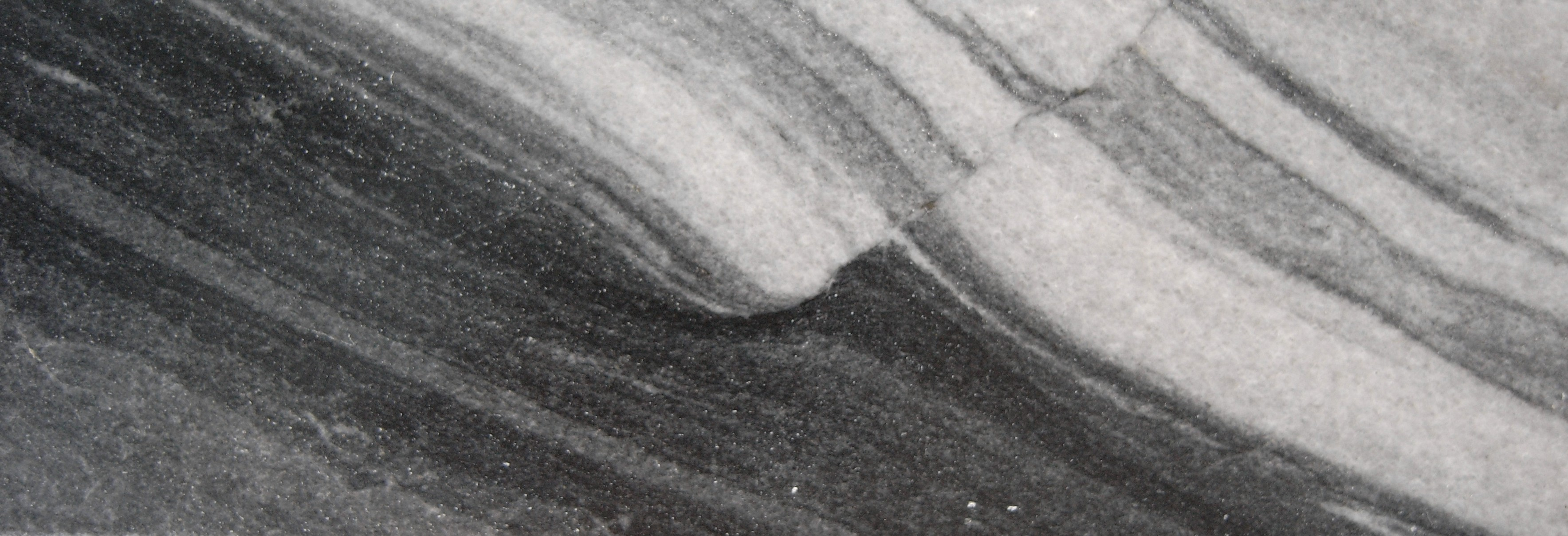
Lindewiese-Marmor aus dem Altvatergebirge mit Störungszone

Geologisch betrachtet gehört das Altvatergebirge zum Moravosilesikum (Mährisch-Schlesische Zone). Es zählt in der Tschechischen Republik zu jenen Gebieten, die durch eine auffallende Vielfalt metamorpher Gesteine gekennzeichnet sind. Das Gebirge wird in der Hauptsache von zwei Gneisaufwölbungen gebildet. An Stellen, an denen diese zurücktreten, befinden sich alte Gesteinsbildungen wie Granite oder Gneise, teilweise aus dem Proterozoikum. Die Auffaltungen führten auch zum Emporheben von Amphiboliten, Pyroxeniten und Peridotiten und den Umwandlungsprodukten, den Serpentiniten. Diese sind im westlichen Gebiet des Altvatergebirges nordöstlich streichend und inselhaft vertreten.
In den nach Nordosten sich erstreckenden Faltenverläufen finden sich hin und wieder graue Marmore, die in vergangenen Zeiten Gegenstand von Abbauaktivitäten zum Zwecke der Kalk- und Werksteingewinnung waren.
Von weiterer Bedeutung im Gesamtaufbau ist das sogenannte Friedeberger Granitmassiv im nordwestlichen Gebirgsteil, das um den Ort Žulová (Friedeberg) zu finden ist und den Übergang zum Reichensteiner Gebirge bildet. Es ist aus Graniten, Granodioriten und Migmatiten aufgebaut.
Bei Bělá pod Pradědem (Waldenburg) finden sich Gesteine des Devons. Dabei handelt es sich im Wesentlichen um Kalksteine, Phyllite und Chloritschiefer.
In der Umgebung des Červenohorský lom (Rotbergsteinbruch), wie zum Beispiel auf dem Praděd (Altvater), kommt Gneis zum Vorschein.
Zur tektonischen Gliederung des Altvatergebirges werden fünf Bereiche unterschieden:
- Großwürbenthaler Einheit (Jednotka velkovrbenská)
- Zone von Branná (Goldenstein) (Zóna Branné), stratigrafische Serie
- Kepernik-Antiklinale (Keprnická klenba)
- Zone des Rotbergsattels (Zoná Červenohorského sedla), stratigrafische Serie
- Teß-Antiklinale (Desenská klenba)

Im Norden grenzt das Altvatergebirge an das Oberschlesische Becken. Im Westen wird es von den Bergketten des Adlergebirgs-Schneeberg-Kristallinikum (Orlicko-sněžnické krystalinikum) begrenzt, das einen ähnlichen geologischen Aufbau besitzt. Im Osten und Südosten schließt sich das Gebiet vom Niederen Gesenke (Nízký Jeseník) an. Im Süden besteht bei Šumperk (Mährisch Schönberg) Kontakt zur auslaufenden Karpaten-Vorsenke (Karpatská předhlubeň).

## Bevölkerung
Lange Zeit waren die unzugänglichen Gebirgsgebiete kaum bewohnt. Eine umfangreichere Besiedelung des Altvatergebirges erfolgte zunächst im Mittelalter durch Kolonisten aus Schlesien. Diese deutschsprachige Bevölkerungsgruppe stellte bis in die späten 1940er Jahre mit Abstand den Hauptteil der Einwohnerschaft. Daneben siedelten sich verschiedensprachige, aber zum weit überwiegenden Teil deutsch- oder tschechischsprachige Familien im Rahmen der Binnenwanderung innerhalb der Habsburgermonarchie und später der Tschechoslowakischen Republik in der Region an.
Die deutschsprachige Bevölkerung gelangte durch die Vertreibung nach dem Zweiten Weltkrieg vorwiegend in die Bundesrepublik Deutschland (beispielsweise nach Vaihingen an der Enz oder Bietigheim-Bissingen) und in die DDR, zu einem kleinen Teil auch nach Österreich. Den Bevölkerungsverlust versuchte man aufzufangen, indem man Tschechen aus zentralen Landesteilen, tschechische Repatrianten, Slowaken, Roma und griechische Bürgerkriegsflüchtlinge als Neubürger anwarb. Die frühere Besiedelungsdichte konnte jedoch nicht mehr erreicht werden.

## Tschechisch-deutsche Wortkonkordanz
Aufgrund der Besiedelungsgeschichte existieren umfänglich auch deutsche geographische Namen. Folgende Aufstellung soll das Zuordnen der Namen für die Hauptgipfel und Pässe erleichtern:
Berge:

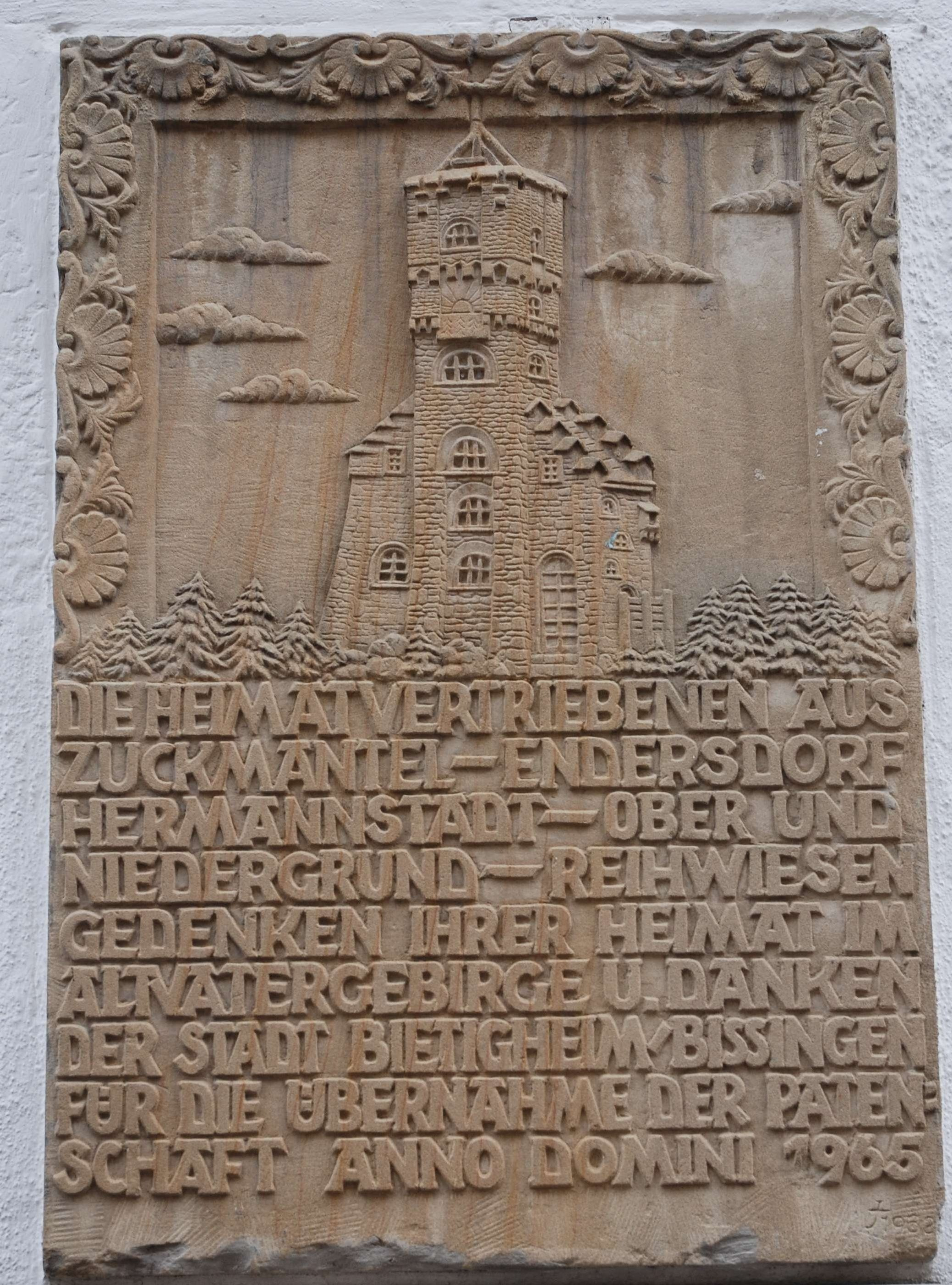
Gedenktafel der vertriebenen Deutschen an der Zuckmanteler Heimatstube in Bietigheim-Bissingen

- Břidličná (1358 m) – Schieferheide
- Černá stráň (1237 m) – Schwarze Leiten
- Červená hora (1333 m) – Roter Berg
- Jelení hřbet (1367 m) – Hirschkamm
- Jelení loučky (1205 m) – Hirschwiesen
- Karnzloník (1420 m) – Heiligenhübel
- Keprnická hornatina – Kepernik-Bergland
- Keprník (1423 m) – Glaseberg
- Malý Děd (1355 m) – Kleiner Vaterberg
- Medvědí vrch (1216 m) – Bärenfangkuppe
- Medvědská hornatina – Bärenfang-Bergland
- Mravenečník (1343 m) – Ameisenhübel
- Orlík (1204 m) – Urlichkuppe
- Ostružná (1184 m) – Spornhau
- Pecný (1334 m) – Backofenstein
- Petrovy kameny (1438 m) – Peterstein
- Praděd (1491 m, höchster Gipfel) – Altvater[5]
- Pradědská hornatina – Altvaterbergland
- Šerák (1351 m) – Hochschar
- Velký Děd (1380) – Großer Vaterberg
- Velký Klínovec (1164 m) – Großer Käulingberg
- Velký Máj (1384 m) – Großer Maiberg
- Vozka (1377 m) – Fuhrmannstein
- Vysoká hole (1464 m) – Hohe Heide
- Vysoká hora (1031 m) – Hoher Berg
- Žárový vrch (1094 m) – Brandberg

Pässe:
- Červenohorské sedlo – Rotenbergsattel (auch Roter-Berg-Sattel)
- Hvězda – Straßenstern
- Ramzová – Ramsauer Sattel
- Rejvíz – Reihwiesen
- Skřítek – „Berggeist“ (beim Brandseifner Moor)
- Videlské sedlo – Gabelpass